# マッハ隼人
マッハ隼人（マッハはやと、1951年3月5日 - 2021年11月8日）は、日本の元覆面レスラー。本名：肥後 繁久（ひご しげひさ）。

## 経歴
高校卒業後、東洋工業に入社して社会人野球で活躍していた。
1973年6月、新日本プロレスの道場を訪ねて入門テストのメニューをこなしたが身長が小さいということで断られる。同年、地元鹿児島県に戻り、ボディビルで体を鍛える。
1975年、プロレスラーになるため、メキシコへ渡り、アレナ・メヒコにあるレスリングスクールに入門。同年、ラファエル・サラマンカに師事する。師匠から徹底的にルチャリブレの基礎を叩き込まれる。
1976年3月、テキサスに隣接する国境にあるシウダー・フアレスでカラテ・ハヤトとしてデビュー。
1978年、プエルトリコ、パナマ、コロンビア、ベネズエラ、エルサルバドル、グァテマラなど中南米を転戦。7月、ロサンゼルスでプロモーターのマイク・ラベールからトーキョー・ジョーの名を与えられた。
1979年10月、日本に帰国して国際プロレスに入団して吉原功の命名でリングネームをマッハ隼人に改名。
1981年8月、国際プロレスが解散。9月20日、海外遠征に行く。リングネームをカブキに改名してメキシコとロサンゼルスを転戦。
1982年6月、カルガリーに転戦。1984年1月、日本に帰国して全日本プロレスに参戦。同年4月よりUWFに入団。シューティングスタイルを全面に押し出したUWFでルチャリブレのテクニックを駆使した異色のファイトスタイルで活躍した。シューティングスタイルに対応しようと道場で貪欲に練習し、年下である高田延彦を「高田さん」と敬語で呼びUWFスタイルの指導を仰ぐ様子がプロレス誌に紹介されるなどUWF関係者やファンから高評価を受ける。
1985年4月26日、UWF後楽園ホール大会で引退試合が行われた。「あと10年若かったら（UWFスタイルに対応できるのに）」、「練習についていけなくなったので引退する」などの名ゼリフを残した。6月1日、ロサンゼルスへ渡り、市民権を取得して生活の場をアメリカに移した。
引退後はロサンゼルス郊外のハンティントンビーチに住んで造園業を営む。
2013年3月27日、「Gスピリッツ Vol.27」のインタビューで造園業は移民管理の関係で難しくなって辞めたと近況を述べた。
2021年11月8日、死去。70歳没。

## 得意技
サソリ固め

## エピソード
「Gスピリッツ Vol.27」のインタビューでメキシコ時代にはリスマルクと交流があり、リスマルクがバーテンダーといて働いていたホテルのプールに入れてもらったという。紙面には2人のマスク姿で笑顔の写真が掲載されている。同紙の紙面ではサングラスを掛けた姿であるが現在の素顔で登場。友人とマッハ隼人のトレードマークである歌舞伎デザインのマスクを片手に談笑している姿が見られる。紙面では初期の海外遠征時の素顔の写真も掲載されている。